# 科羅利夫卡 (斯特雷區)
49°21′29″N 24°8′9″E / 49.35806°N 24.13583°E
科羅利夫卡（烏克蘭語：Королівка），是烏克蘭西部的村莊，隸屬利維夫州的斯特雷區。該村面積0.07平方公里，海拔高度260米，2001年人口75，人口密度每平方公里1,071.43人。